# Васто
Ва́сто (итал. Vasto, ; на местном диалекте — Lu Uàšte) — коммуна в провинции Кьети, в регионе Абруццо, Италия. Территория — 70,56 км2. Население — 41 434 человек (2019) 18 фракций — Инкороната, Марина-ди-Васто, Сан-Лоренцо, Кателло, Коллепиццуто, Колли, Дель-Боррелло, Дженова-Рулли, Лючи, Маддалена, Пальярелли, Розелли, Сант-Антонио, Сант-Онофрио, Торре-Синелло, Виньола, Вилла-де-Нардис и Цимарино. Мэр коммуны — Франческо Менна (с 2016 года).
Коммуна расположена на юго-востоке провинции Кьети. Граничит с коммунами Казальбордино, Купелло, Монтеодоризьо, Поллутри, Сан-Сальво в провинции Кьети, а также с Адриатическим морем. Климат умеренный. Сейсмическая опасность низкая.
Святой покровитель коммуны — Архангел Михаил (праздник 29 сентября).

## Города-побратимы
- Перт, Австралия

## Известные уроженцы и жители
- Сангро, Элена — актриса, режиссёр.